# Бучка (Шкоцян)
Бучка (словен. Bučka) — поселення в общині Шкоцян, регіон Південно-Східна Словенія, Словенія.